# 1966年の読売ジャイアンツ
1966年の読売ジャイアンツでは、1966年の読売ジャイアンツにおける動向をまとめる。
この年の読売ジャイアンツは、川上哲治監督の6年目のシーズンであり、V9の2年目のシーズンである。

## 概要
川上監督が就任6年目に入ったこの年、前年から導入のドラフト会議で1位指名された堀内恒夫が入団。堀内は開幕からローテーションに入り、前半戦で13連勝を果たすなど主力投手の仲間入りを果たした。堀内の活躍に刺激された投手陣は城之内邦雄やこの年ローテーション入りの渡辺秀武が2ケタ勝利をあげたが一方で左ひじ痛の影響で金田正一が勝ち星を半減（11勝から4勝）させるなど明暗が分かれたが、チーム防御率2.24はリーグ1位で断トツだった。打撃陣では1番の柴田勲が出塁して土井正三がバントで送り、長嶋茂雄や王貞治の本塁打で先制という勝ちパターンを確立し、チーム本塁打がリーグ2位がで、チーム盗塁数もリーグ1位だった。チームは4月を首位の中日と1.5ゲーム差の4位と平凡な成績だったが、5月にその中日から首位を奪うとゲーム差を広げていき、最終的には中日に13ゲーム差をつけて2年連続でセ・リーグ優勝。カード別成績では最下位の大洋に相性がよく、開幕第3戦から同一カード14連勝を記録するなど好調で21勝5敗と大きく勝ち越した。1966年の日本シリーズは南海と2年連続の対決となったが、柴田の活躍もあり4勝2敗で南海を破り2年連続で日本一となった。

## チーム成績

### レギュラーシーズン
| 1 | 左 | 柴田勲     |
| 2 | 二 | 土井正三   |
| 3 | 一 | 王貞治     |
| 4 | 三 | 長嶋茂雄   |
| 5 | 右 | 田中久寿男 |
| 6 | 捕 | 森昌彦     |
| 7 | 左 | 柳田利夫   |
| 8 | 遊 | 広岡達朗   |
| 9 | 投 | 金田正一   |

| 順位 | 4月終了時 | 4月終了時 | 5月終了時 | 5月終了時 | 6月終了時 | 6月終了時 | 7月終了時 | 7月終了時 | 8月終了時 | 8月終了時 | 最終成績 | 最終成績 |
| ---- | --------- | --------- | --------- | --------- | --------- | --------- | --------- | --------- | --------- | --------- | -------- | -------- |
| 1位  | 中日      | --        | 巨人      | --        | 巨人      | --        | 巨人      | --        | 巨人      | --        | 巨人     | --       |
| 2位  | 広島      | 0.5       | 中日      | 1.0       | 中日      | 1.0       | 中日      | 4.5       | 中日      | 6.5       | 中日     | 13.0     |
| 3位  | サンケイ  | 1.0       | 広島      | 2.0       | 広島      | 7.0       | 広島      | 15.0      | 広島      | 21.0      | 阪神     | 25.0     |
| 4位  | 巨人      | 1.5       | 阪神      | 6.0       | 阪神      | 13.0      | 阪神      | 20.5      | 阪神      | 26.5      | 広島     | 32.0     |
| 5位  | 阪神      | 3.5       | サンケイ  | 8.0       | サンケイ  | 14.5      | サンケイ  | 26.0      | 大洋      | 30.0      | 大洋     | 37.0     |
| 6位  | 大洋      | 5.5       | 大洋      | 10.0      | 大洋      | 18.5      | 大洋      | 27.0      | サンケイ  | 33.0      | サンケイ | 37.0     |

| 順位 | 球団             | 勝 | 敗 | 分 | 勝率 | 差   |
| 1位  | 読売ジャイアンツ | 89 | 41 | 4  | .685 | 優勝 |
| 2位  | 中日ドラゴンズ   | 76 | 54 | 2  | .585 | 13.0 |
| 3位  | 阪神タイガース   | 64 | 66 | 5  | .492 | 25.0 |
| 4位  | 広島カープ       | 57 | 73 | 6  | .438 | 32.0 |
| 5位  | 大洋ホエールズ   | 52 | 78 | 0  | .400 | 37.0 |
| 5位  | サンケイアトムズ | 52 | 78 | 5  | .400 | 37.0 |

### 日本シリーズ
| 日付                                   | 試合   | ビジター球団（先攻） | スコア   | ホーム球団（後攻） | 開催球場   |
| -------------------------------------- | ------ | -------------------- | -------- | ------------------ | ---------- |
| 10月12日（水）                         | 第1戦  | 南海ホークス         | 5 - 12   | 読売ジャイアンツ   | 後楽園球場 |
| 10月13日（木）                         | 第2戦  | 南海ホークス         | 5 - 2    | 読売ジャイアンツ   | 後楽園球場 |
| 10月14日（金）                         | 移動日 | 移動日               | 移動日   | 移動日             | 移動日     |
| 10月15日（土）                         | 第3戦  | 雨天中止             | 雨天中止 | 雨天中止           | 大阪球場   |
| 10月16日（日）                         | 第3戦  | 読売ジャイアンツ     | 3 - 2    | 南海ホークス       | 大阪球場   |
| 10月17日（月）                         | 第4戦  | 読売ジャイアンツ     | 8 - 1    | 南海ホークス       | 大阪球場   |
| 10月18日（火）                         | 第5戦  | 読売ジャイアンツ     | 3 - 4    | 南海ホークス       | 大阪球場   |
| 10月19日（水）                         | 第6戦  | 南海ホークス         | 0 - 4    | 読売ジャイアンツ   | 後楽園球場 |
| 優勝：読売ジャイアンツ（2年連続8回目） |        |                      |          |                    |            |

## オールスターゲーム1966
- 選出選手及びスタッフ

| ポジション | 名前       | 選出回数 |
| ---------- | ---------- | -------- |
| 監督       | 川上哲治   |          |
| 投手       | 城之内邦雄 | 3        |
| 投手       | 堀内恒夫   | 初       |
| 投手       | 中村稔     | 3        |
| 捕手       | 森昌彦     | 7        |
| 一塁手     | 王貞治     | 7        |
| 三塁手     | 長嶋茂雄   | 9        |
| 外野手     | 柴田勲     | 4        |

- 太字はファン投票による選出。

## できごと
- 7月31日 - 広島カープ戦（広島市民球場）ダブルヘッダー第1試合、安仁屋宗八投手に9回2アウトまでノーヒットノーランに抑えられるが、黒江透修がヒットを打ってノーヒットノーランは免れる。しかしその次の王貞治は討ち取られて1安打完封負け。
- 9月26日 - 中日ドラゴンズ戦（後楽園球場）、今度は佐藤公博投手に9回2アウトまでノーヒット（この時点で1-0）、だが柴田勲が2塁打を打ってノーヒットは免れ、その後王は敬遠されるも、続く森昌彦がサヨナラ本塁打を打って逆転勝利。「ノーヒットノーラン寸前から勝利」は1963年5月26日の大洋ホエールズ（ジーン・バッキーにノーヒット寸前）に次ぐ記録で、サヨナラゲームは史上初。

## 表彰選手
- 最優秀選手：長嶋茂雄（3年ぶり3度目）
- 新人王：堀内恒夫
- 首位打者：長嶋茂雄（.344、3年ぶり5度目）
- 本塁打王：王貞治（48本、5年連続5度目）
- 打点王：王貞治（116打点、3年連続4度目）
- 盗塁王：柴田勲（46盗塁、初受賞）
- 最優秀防御率：堀内恒夫（1.39、初受賞）
- 最高勝率：堀内恒夫（.889、初受賞）
- ベストナイン：

森昌彦（捕手、6年連続6度目）
王貞治（一塁手、5年連続5度目）
長嶋茂雄（三塁手、9年連続9度目）
- 沢村賞：堀内恒夫（初受賞）

## ドラフト
| 第1次ドラフト | 第1次ドラフト | 第1次ドラフト | 第1次ドラフト  | 第1次ドラフト          |
| 順位          | 選手名        | 守備位置      | 所属           | 結果                   |
| ------------- | ------------- | ------------- | -------------- | ---------------------- |
| 1位           | 山下司        | 内野手        | 伊野商業高     | 入団                   |
| 2位           | 荒木清志      | 投手          | 神奈川・桜丘高 | 拒否・立教大学進学     |
| 3位           | 神部年男      | 投手          | 富士製鐵広畑   | 拒否                   |
| 4位           | 真鍋安政      | 内野手        | 宇部鴻城高     | 入団                   |
| 5位           | 中村国昭      | 内野手        | 日本鉱業佐賀関 | 拒否                   |
| 第2次ドラフト |               |               |                |                        |
| 順位          | 選手名        | 守備位置      | 所属           | 結果                   |
| 1位           | 槌田誠        | 捕手          | 立教大学       | 入団                   |
| 2位           | 深沢修一      | 外野手        | 甲府工業高     | 入団                   |
| 3位           | 上垣内誠      | 外野手        | 東洋大学       | 拒否・河合楽器入社     |
| 4位           | 三浦健二      | 投手          | 日本石油       | 拒否                   |
| 5位           | 高畠導宏      | 外野手        | 中央大学       | 拒否・日本鉱業日立入社 |